# IC 2373
IC 2373 — галактика типу SBc () у сузір'ї Рак.
Цей об'єкт міститься в оригінальній редакції індексного каталогу.